# University of Minnesota Duluth
University of Minnesota Duluth (UMD) är ett amerikanskt offentligt universitet som ligger i Duluth, Minnesota och har totalt 10 878 studenter (8 929 undergraduate students, 652 postgraduate students, 355 doktorander och 942 övriga studenter) för 2015. Utbildningsinstitutionen ingår i universitetssystemet University of Minnesota system.
Universitet grundades 1902 som Duluth Normal School och var en flickskola och 1921 blev den ett college med namnet Duluth State Teachers College. Åtta år senare fick även manliga studenter börja studera på colleget. 1937 gick den ihop med University of Minnesota och 1947 blev den ett deluniversitet i Minnesotas universitetssystem och fick då sitt nuvarande namn.
De tävlar med 14 universitetslag i olika idrotter via deras idrottsförening Minnesota Duluth Bulldogs.

## Alumner
| Idrottare - Joey Anderson - Mikey Anderson - Jenni Asserholt - J.T. Brown - Jackson Cates - Noah Cates - Jack Connolly - Tina Enström - Justin Faulk - Justin Fontaine - Jason Garrison - Erika Grahm - Brett Hauer - Linnea Hedin - Brett Hull - Elin Holmlöv - Erika Holst - Alex Iafallo - Haley Irwin - Adam Johnson - Wyatt Kaiser - Kasimir Kaskisuo - Cole Koepke - Jocelyne Larocque - Chris Marinucci - Kim Martin - Hunter Miska - Matt Niskanen - Travis Oleksuk - Dylan Olsen - Caroline Ouellette | - Mark Pavelich - Heidi Pelttari - Mike Peluso - Scott Perunovich - Neal Pionk - Shjon Podein - Mariia Posa - Tuula Puputti - Mason Raymond - Chico Resch - Justin Richards - Maria Rooth - Jay Rosehill - Dylan Samberg - Jenny Schmidgall-Potter - Hunter Shepard - Carson Soucy - Lara Stalder - Alex Stalock - Nick Swaney - Dominic Toninato - Riley Tufte - Saara Tuominen - Andy Welinski - Pernilla Winberg Kemister - Brian Kobilka Politiker/offentlig förvaltning - John Linder Skådespelare - Lorenzo Music |